# Super Franchise Me
Super Franchise Me é o terceiro episódio da vigésima sexta temporada do seriado de animação de comédia de situação The Simpsons, sendo exibido originalmente na noite de 12 de outubro de 2014 pela Fox Broadcasting Company (FOX) nos Estados Unidos.
No episódio, Marge abre uma franquia de fast-food depois que seus sanduíches tornaram-se um enorme sucesso na Escola Primária de Springfield. Mas, no decorrer do dia-a-dia na loja a situação fica difícil, especialmente quando a mesma franquia abre outra localização em frente a da lanchonete de Marge.

## Enredo
Ned Flanders e seus filhos estão tentando reduzir o uso de eletricidade em casa, mas descobrem que Homer está usando sua energia para alimentar uma roda gigante e um freezer cheio de carne. Quando Flanders leva o freezer para longe(desde quando Homer havia pego "emprestado" o aparelho dele), Marge usa a carne para fazer sanduíches, que tornam-se populares na Escola Primária de Springfield quando Bart e Lisa passam a levá-los como lanche.
Trudy Zangler, da Mother Hubbard's Sandwich Cupboard, aconselha Marge a abrir uma franquia com a empresa. Inicialmente, devido à sua luta pessoal é incompetente, mas começa a dar lucro, quando a família assume o comando. No entanto, os negócios voltam à fase ruim quando outra lanchonete com a mesma franquia abre do outro lado da estrada, operada por Cletus e sua família. Marge está deprimida e vai para o bar do Moe, que lhe fala de uma farsa para sair de seu contrato com a franquia. Homer entra no restaurante disfarçado e é atacado na virilha por Bart, então Homer processa a empresa em vez da franquia, devido às condições do contrato.
O episódio termina com uma cena que mostra um Homer das cavernas fazendo o primeiro sanduíche de carne de preguiça entre dois esquilos, mas, em seguida, ele vagueia para a morte dentro de um poço de piche. No presente, Homer admira o sanduíche fossilizado.

## Produção
O episódio foi escrito por Bill Odenkirk e dirigido por Mark Kirkland. É uma homenagem a Jan Hooks, que morreu no dia 9 de Outubro de 2014.